# Саганович Геннадій Миколайович
Генна́дій Микола́йович Сагано́вич (біл. Гена́дзь Мікала́евіч Сагано́віч; нар. 13 січня 1961, село Турная Івацевицького району Берестейської області) — білоруський історик. Кандидат історичних наук (1989).

## Життєпис
Народився 13 січня 1961 в селі Турная Івацевицького району Берестейської області. В 1984 закінчив Мінський педінститут, а в 1987 — аспірантуру. З 1990 працював молодшим науковим співробітником, а з 1992 — старшим науковим співробітником Інституту історії НАН Білорусі. Звільнений в 2005 за «порушення трудової дисципліни» і виключений науковою радою Інституту зі свого складу.
Одружений, має двох дітей.

## Наукова діяльність
Проводив розкопки середньовічних замків ( Городоцький (Гарадоцкі), Глуський (Глускі), Койдановскій (Койданаўскі), Лоський (Лоскі) та ін.) Досліджував ковальство Білорусі епохи феодалізму. Вивчає військово-політичну історію Білорусі і Великого Князівства Литовського.
Один із засновників і голова Білоруського науково-гуманітарного товариства (1987—1992), засновник і головний редактор журналу «Білоруський історичний огляд»  (біл. Беларускі гістарычны агляд) (з 1994). Нагороджений медаллю Францішека Богушевича Білоруського ПЕН-центру (1996).

## Російська критика
Наукову цінність книги Г. Сагановича «Невідома війна 1654—1667» ставлять під сумнів російські історики О. А. Курбатов та А. Н. Лобінов.
 Г. Саганович пояснює все просто і зрозуміло: в 1654 р. на територію ВКЛ прийшла незліченна рать московитів, яка почала безжалісно винищувати непокірних жителів, розоряти міста і села. Звичайна побутова логіка легко вкладається в загальну картину: війну почали кровожерливі московити, вони ж влаштували геноцид білоруського населення, свідоцтво якому — статистика демографічних та економічних втрат.
Однак, будь-який професійний історик, який знайомлений з методологією критики історичних джерел і з принципами герменевтики, і який скрупульозно займається даним періодом, виявить у книзі Сагановича таку кількість невідповідностей, натяжок, відвертого перекручування, вибіркового цитування, яке змусить сумніватися в науковості «Невідомої війни». «Грубі недоліки в методиці історичного дослідження, — пише про книгу Г. Сагановича один з рецензентів, згаданий вище О. А. Курбатов, — особливо в області роботи з джерелами, змушують історика постійно перевіряти інформацію, що міститься в книзі, а, отже, і висновки. Явні політичні пристрасті, відверта ідеологічна спрямованість навряд чи допоможуть широкому колу читачів «пізнати минуле незалежно від політичної кон'юнктури»